# 숙취
숙취(宿醉, 영어: hangover)는 술 등의 알코올 음료(에탄올)를 자신의 대사 능력 이상으로 섭취함으로써 발생하는 불쾌한 신체적 상태를 말한다. 에탄올이 아세트 알데히드로 대사되어 체내에 남아 그것이 숙취 증상을 일으킨다. 기본적으로 야간에 술을 마시고 다음날 아침 기상 후 현저하게 나타나는 현상을 가리킨다. 급성 알코올 중독과는 달리, 생활에 직접적인 위험은 아니지만 종종 구토와 두통 등의 현저한 불쾌감을 동반한다.
숙취의 원인은 아직 잘 알려져 있지 않지만, 아세트알데히드 축적, 면역체계 및 포도당 대사의 변화, 탈수, 대사성 산증, 프로스타글란딘 합성 방해, 심박출량 증가, 혈관 확장, 수면 부족, 숙취 등 여러 요인이 관련되어 있는 것으로 알려져 있다. 영양 실조. 알코올 음료의 동족체와 같은 첨가물이나 부산물의 음료별 효과도 중요한 역할을 한다. 증상은 대개 알코올의 취하게 하는 효과가 사라지기 시작한 후, 일반적으로 밤에 과음한 다음날 아침에 발생한다.
가능한 많은 치료법과 민간 요법이 제안되었지만 숙취를 예방하거나 치료하는 데 효과적이라는 강력한 증거는 없다. 술을 피하거나 적당한 음주를 하는 것이 숙취를 예방하는 가장 효과적인 방법이다. 숙취로 인한 사회 경제적 결과에는 직장 결근, 업무 성과 저하, 생산성 감소 및 학업 성취도 저하 등이 포함된다. 숙취는 자동차 운전이나 중장비 조작과 같이 잠재적으로 위험한 일상 활동 중에 수행 능력을 저하시킬 수도 있다.

## 증상
알코올 숙취는 24시간 이상 졸음, 두통, 집중력 문제, 구강 건조, 현기증, 위장 장애, 피로, 발한, 메스꺼움, 과민성, 불안, 더 오래 지속될 수 있는 일반적인 불편함 등 다양한 증상과 관련이 있다. 알코올 숙취 증상은 혈중 알코올 농도가 상당히 떨어지면 나타나며, 혈중 알코올 농도가 거의 0으로 돌아올 때 최고조에 이른다. 통제된 연구에서 입증된 숙취 증상에는 전반적인 불쾌감, 갈증, 두통, 현기증 또는 실신, 피로, 식욕 부진, 메스꺼움, 복통, 심장이 뛰는 듯한 느낌 등이 포함된다. 수면 패턴의 변화 및 위장 장애와 같은 일부 증상은 알코올 중독 또는 금단 증상의 직접적인 영향에 기인한다. 졸음과 인지 기능 장애는 알코올 숙취의 두 가지 주요 특징이다.

## 원인
숙취로 이어지는 과정은 아직까지 잘 알려져 있지 않다. 아세트알데히드 수치 증가, 사이토카인 경로의 호르몬 변화, 포도당 가용성 감소 등 여러 가지 병태생리학적 변화가 알코올 숙취를 유발할 수 있다. 추가적인 관련 현상으로는 탈수, 대사성 산증, 프로스타글란딘 합성 방해, 심박출량 증가, 혈관 확장, 수면 부족 및 식사 부족 등이 있다. 동족체로 알려진 알코올 음료에서 발견되는 일부 복잡한 유기 분자는 숙취 효과를 일으키는 데 중요한 역할을 할 수 있다. 메탄올과 같은 일부는 특히 독성 물질인 포름알데히드와 포름산으로 대사되기 때문이다.

### 병리생리학
섭취된 후 알코올 음료의 에탄올은 먼저 알코올 탈수소효소에 의해 아세트알데히드로 전환된 다음 산화 및 소화 과정을 통해 아세트산으로 전환된다. 이러한 반응은 또한 산화환원 반응에서 니코틴아미드 아데닌 디뉴클레오티드(NAD+)를 환원된 형태의 NADH로 전환시킨다. 알코올 음료는 NAD+/NADH 산화환원 시스템의 불균형을 유발하여 정상적인 신체 기능을 더욱 어렵게 만든다. 인체에서 알코올로 인한 산화환원 변화의 결과로는 중성지방 생성 증가, 아미노산 이화작용 증가, 구연산 순환 억제, 젖산증, 케톤산증, 고요산혈증, 코티솔 및 안드로겐 대사 장애, 섬유생성 증가 등이 있다. 포도당과 인슐린의 대사도 영향을 받는다. 그러나 최근 연구에 따르면 숙취의 심각도와 혈액 및 소변 샘플의 다양한 호르몬, 전해질, 유리지방산, 중성지방, 젖산염, 케톤체, 코티솔, 포도당 농도 사이에는 유의미한 상관관계가 없는 것으로 나타났다.
알코올은 또한 에탄올과 기타 물질을 보다 반응성이 높은 독소로 대사시키는 CYP2E1 효소를 유도한다. 특히, 폭음 시 효소가 활성화되어 세포 사멸을 초래할 수 있는 산화 스트레스라는 유해한 상태를 만드는 역할을 한다.

### 아세트알데히드
에탄올의 첫 번째 부산물인 아세트알데히드는 알코올 자체보다 독성이 10~30배 더 강하며, 초기 에탄올 섭취 후 몇 시간 동안 높은 고원에 남아 있을 수 있다. 또한 특정 유전적 요인은 아세트알데히드의 부정적인 영향을 증폭시킬 수 있다. 예를 들어, 일부 사람들(주로 동아시아인)은 알코올 탈수소효소 유전자에 돌연변이가 있어서 이 효소가 에탄올을 아세트알데히드로 전환하는 속도가 비정상적으로 빨라진다. 또한, 전체 동아시아인의 약 절반이 아세트알데히드 탈수소효소를 통해 더 천천히 아세트알데히드를 아세트산으로 전환하여 다른 그룹에서 일반적으로 볼 수 있는 것보다 더 높은 아세트알데히드 축적을 유발한다. 고농도의 아세트알데히드는 구어체로 "아시안 플러시(Asian Flush)"라고 알려진 알코올 플러시 반응을 유발한다. 알코올 홍조 반응은 매우 불편하고 숙취의 가능성은 즉각적이고 심각하기 때문에 이 유전자 변이를 가진 사람들은 알코올 중독자가 될 가능성이 적다.
아세트알데히드는 또한 주요 항산화 효소인 글루타티온 퍼옥시다제에 영향을 주어 산화 스트레스에 대한 민감성을 증가시킬 수 있다. 마찬가지로 아세트산(아세트산 이온)도 추가적인 문제를 일으킬 수 있다. 한 연구에 따르면 쥐에게 아세트산 나트륨을 주사하면 통각 행동(두통)이 발생하는 것으로 나타났다. 게다가, 이 발견에 대한 생화학적 설명도 있다. 아세트산 수치가 높으면 아데노신이 뇌의 여러 부분에 축적된다. 그러나 쥐에게 아데노신의 작용을 차단하는 카페인을 투여하자 더 이상 두통이 발생하지 않았다.

### 착향료
에탄올과 물 외에도 대부분의 알코올 음료에는 향료나 발효 및 와인 숙성 과정의 부산물로 착향료가 포함되어 있다. 에탄올 자체는 대부분의 숙취 효과를 일으키기에 충분하지만, 착향료는 잠재적으로 숙취 및 기타 잔류 효과를 어느 정도 악화시킬 수 있다. 착향료에는 아민, 아미드, 아세톤, 아세트알데히드, 폴리페놀, 메탄올, 히스타민, 퓨젤유, 에스테르, 푸르푸랄 및 탄닌과 같은 물질이 포함되며, 전부는 아니지만 대부분 독성이 있다. 생쥐를 대상으로 한 한 연구에서는 퓨젤 오일이 숙취 증상을 완화시키는 효과가 있을 수 있는 반면, 부탄올과 같은 일부 위스키 착향료는 쥐의 위 점막 손상으로부터 위를 보호하는 것으로 나타났다. 다양한 유형의 알코올 음료에는 다양한 양의 착향료가 포함되어 있다. 일반적으로 흑액은 농도가 높고, 청액은 농도가 낮다. 보드카에는 순수 에탄올보다 착향료가 거의 없지만, 버번은 보드카에서 발견되는 것보다 총 착향료 함량이 37배 더 높다.
몇몇 연구에서는 특정 유형의 알코올이 숙취를 악화시키는지 여부를 조사했다. 네 가지 연구 모두 착향료가 더 많은 진한 주류가 숙취를 더 심하게 유발한다는 결론을 내렸다. 심지어 한 명은 진한 술을 마실수록 숙취가 더 심해지고 더 자주 발생한다는 사실도 보여주었다. 2006년 연구에서는 숙취를 유발하는 데 평균 14잔의 표준 음료(각 330ml)의 맥주가 필요했지만 와인이나 주류의 경우 7~8잔만 필요했다. 또 다른 연구에서는 과일 주스, 맥주, 보드카, 진, 화이트 와인, 위스키, 럼, 레드 와인 및 브랜디로 희석한 증류 에탄올과 같이 숙취를 유발하는 능력에 따라 여러 음료의 순위를 매겼다(낮은 것부터 높은 것까지).
한 가지 강력한 착향료는 메탄올이다. 발효 과정에서 자연적으로 소량으로 형성되며, 부적절한 증류 기술로 인해 우연히 농축될 수 있다. 메탄올의 대사는 포름알데히드 및 포름산과 같은 매우 독성이 강한 화합물을 생성하는데, 이는 숙취의 심각도를 높이는 역할을 할 수 있다. 에탄올은 메탄올이 독성 대사산물로 전환되는 속도를 늦추므로 대부분의 메탄올이 독성 대사산물을 형성하지 않고 호흡과 소변을 통해 무해하게 배설될 수 있다. 이는 숙취 증상을 완화하기 위해 더 많은 술을 마시는 일반적인 치료법에서 보고된 증상이 일시적으로 연기되는 것을 설명할 수 있다. 메탄올 대사는 알코올 섭취에 의해 효과적으로 억제되기 때문에 음주 중에 메탄올이 축적되어 에탄올이 제거된 후에만 대사되기 시작한다. 이러한 지연된 작용은 지연된 중독 후 증상 및 연구에서 발견된 메탄올 농도와 숙취 증상의 존재 사이의 상관관계에 대한 매력적인 후보 설명이 된다.

### 비타민 및 전해질 손실
알코올 제거에 필요한 대사 과정은 필수 비타민과 전해질을 고갈시킨다. 또한 알코올은 이뇨제이므로 배뇨를 통해 전해질을 배설한다. 밤에 술을 마신 후에는 칼륨, 마그네슘, 아연뿐만 아니라 주요 비타민 B 및 C가 부족하여 피로, 통증 및 기타 숙취와 유사한 증상을 유발할 수 있다.

### 탈수
에탄올은 소변 생성 증가(이뇨)를 유발하여 탈수 효과가 있으며, 이는 갈증, 구강 건조, 현기증을 유발할 수 있으며 전해질 불균형을 초래할 수 있다. 연구에 따르면 전해질 변화는 알코올 숙취 발생에 사소한 역할만 하며 탈수 효과로 인해 발생한다고 한다. 물을 마시는 것은 탈수로 인한 증상을 완화하는 데 도움이 될 수 있지만, 재수화로 인해 알코올 숙취의 존재와 심각성이 크게 줄어들지는 않는다. 알코올이 위 내막에 미치는 영향은 알코올이 위에서 염산 생성을 자극하기 때문에 메스꺼움을 유발할 수 있다.

### 저혈당
연구에 따르면 알코올 숙취는 혈당 농도 감소(70ml/dl 미만)와 관련이 있지만 혈당 농도와 숙취 심각도 사이의 관계는 불분명하다. 인슐린 쇼크라고도 알려진 저혈당증은 혼수상태 또는 심지어 사망으로 이어질 수 있다.

### 면역체계
현재 연구에서 면역 요인과 숙취 심각도 사이의 중요한 관계는 지금까지 연구된 모든 요인 중에서 가장 설득력이 있다. 면역체계의 불균형, 특히 사이토카인 대사의 불균형이 숙취 상태의 병태생리에 영향을 미치는 것으로 확인되었다. 특히 숙취 증상인 메스꺼움, 두통, 피로는 면역 체계의 변화에 의해 매개되는 것으로 제안되었다. 알코올 섭취 후 혈액 내 여러 사이토카인의 농도가 크게 증가하는 것으로 밝혀졌다. 여기에는 인터루킨 12(IL-12), 인터페론 감마(IFNγ) 및 인터루킨 10(IL-10)이 포함된다. 톨페남산(Tolfenamic acid) 및 OFI(Opuntia ficus-indica)와 같은 일부 약리학 연구에서도 면역체계가 관여하는 것으로 나타났다. 이러한 연구는 아스피린이나 이부프로펜과 같은 시클로옥시게나제 억제제를 투여하면 숙취 증상의 존재와 심각도를 줄일 수 있음을 시사한다.

### 개인 관련 요인
그 자체로는 알코올 숙취를 일으키지 않는 몇 가지 요인이 알코올 숙취의 심각도에 영향을 미치는 것으로 알려져 있다. 이러한 요인에는 성격, 유전학, 건강 상태, 나이, 성별, 흡연과 같은 음주 관련 활동, 다른 약물 사용, 춤과 같은 신체 활동, 수면의 질 및 지속 시간이 포함된다.
- 유전: 아시아인의 알데히드탈수소효소(ALDH) 및 홍조 표현형(알코올 홍조 반응)과 관련된 대립 유전자는 알코올 내성 및 숙취 효과 발달에 영향을 미치는 유전적 요인으로 알려져 있다. 기존 데이터에 따르면 아세트알데히드 축적으로 이어지는 것으로 알려진 유전자형을 가진 음주자는 숙취 영향에 더 취약한 것으로 나타났다. 과음자의 약 25%가 숙취를 경험한 적이 없다고 주장한다는 사실은 유전적 변이가 숙취 심각도의 개인차에 영향을 미친다는 것을 의미한다.
- 나이 : 나이가 들수록 숙취가 심해지는 경우도 있다. 이는 알코올 대사에 관여하는 효소인 알코올 탈수소효소의 공급이 감소하면서 발생하는 것으로 생각된다. 실제로 숙취 증상과 심각도가 나이에 따라 변하는지는 알 수 없지만, 연구에 따르면 음주 패턴은 연령대에 따라 달라지며, 숙취를 유발할 수 있는 과음 사례는 나이가 들수록 경험하는 빈도가 훨씬 줄어든다.
- 성별: 같은 양의 술을 마시더라도 여성은 남성보다 숙취에 더 취약하며, 이는 알코올의 약동학의 성별 차이로 설명될 가능성이 높다. 여성은 같은 양의 술을 마실 때 남성보다 혈중 알코올 농도(BAC)가 더 높다. 동등한 BAC에서는 대부분의 숙취 효과와 관련하여 남성과 여성을 구별할 수 없는 것으로 보인다.
- 흡연: 음주 시 흡연으로 인해 흡수되는 아세트알데히드는 알코올 숙취 증상의 원인으로 간주된다.

## 관리
숙취는 의학적 관점에서 잘 이해되지 않는다. 의료 전문가들은 치료와 예방의 관점에서 알코올 남용을 연구하는 것을 선호하며, 숙취는 과도한 음주에 대한 유용하고 자연적이며 본질적인 억제책을 제공한다는 견해가 있다.
이 주제에 대한 제한된 양의 진지한 연구 내에서 숙취를 예방할 수 있는지 아니면 적어도 완화할 수 있는지에 대한 논쟁이 있다. 게다가 방대한 양의 민간요법 등도 있다. 영국 의학 저널(British Medical Journal)에 실린 4페이지 분량의 문헌 검토에서는 다음과 같이 결론을 내렸다. "기존의 또는 보완적인 개입이 알코올 숙취를 예방하거나 치료하는 데 효과적이라는 것을 암시하는 설득력 있는 증거는 없다. 알코올로 인한 숙취 증상을 피하는 가장 효과적인 방법은 알코올로 인한 숙취를 피하는 것이다." 대부분의 치료법은 전반적인 숙취 심각도를 크게 줄이지 않는다. 일부 화합물은 구토 및 두통과 같은 특정 증상을 감소시키지만 졸음 및 피로와 같은 기타 일반적인 숙취 증상을 감소시키는 데는 효과적이지 않다.

## 사회와 문화
숙취에 대한 다소 오래된 프랑스어 관용적 표현은 "mal aux cheveux"로 문자 그대로 "머리가 아프다"이다. '숙취'에 대한 일부 용어는 술의 이름에서 파생되었다. 예를 들어 칠레에서 숙취는 맥주 한 잔을 의미하는 스페인어 속어에서 유래한 caña로 알려져 있다. 맥주에 흔히 사용되는 병 유형에서 파생된 아일랜드 '갈색병 독감'도 유사하다.
알코올 숙취는 상당한 경제적 결과를 가져온다. 영국의 한 연구에 따르면 숙취로 인한 결근으로 인해 매년 알코올 복용으로 인한 임금 손실이 33억 달러(USD)에 달하는 것으로 나타났다. 숙취 유사 증상으로 인한 직업 생산성 저하로 인해 매년 손실된다. 인구 500만 명의 국가인 핀란드에서는 매년 숙취로 인해 100만 일 이상의 근무일이 손실된다. 숙취로 인한 연간 평균 기회비용은 일하는 성인 1인당 2000(USD)로 추산된다. 알코올 숙취의 사회 경제적 영향에는 직장 결근, 업무 수행 능력 저하, 생산성 감소 및 학업 성취도 저하 등이 포함된다. 자동차 운전이나 중장비 조작과 같은 잠재적으로 위험한 일상 활동도 부정적인 영향을 받는다.
2017년 중반 영국의 한 회사에서는 숙취 시 병가를 허용하는 것으로 알려졌다.
2019년 기준, 대한민국에서 음료, 알약, 젤리 등 다양한 제형으로 출시되는 국내 '숙취해소제' 시장은 2,500억원 규모의 산업이다.

## 연구
알코올 숙취에 대한 심리학적 연구는 빠르게 성장하고 있다. 알코올 숙취 연구 그룹은 미국 텍사스 주 샌안토니오에서 열린 알코올 중독 연구 학회(RSA) 제33차 연례 과학 회의의 일환으로 2010년 6월 창립 회의를 가졌다.
2012년, 책임감 있는 알코올 복용에 대해 대중을 교육하는 것을 목표로 하는 퀘벡에 본사를 둔 비영리 단체인 Éduc'alcool은 숙취가 과음 후 24시간 동안 음주자의 능력을 억제하는 장기적인 영향을 미친다는 보고서를 발표했다.

## 같이 보기
- 해장국